# Industria minera en el Perú

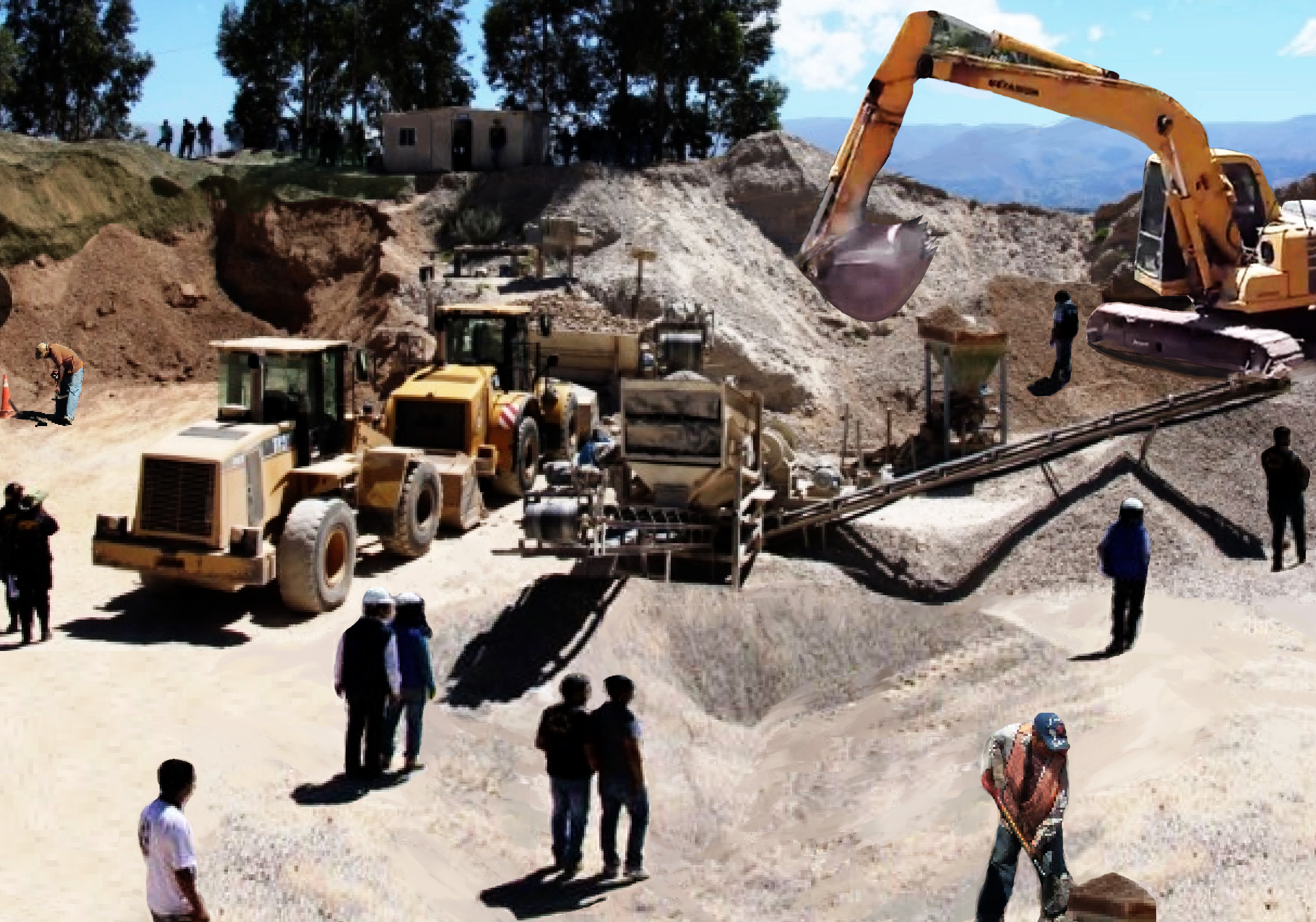
La extracción minera es la principal Actividad económica del Perú desde los inicios del Siglo XXI

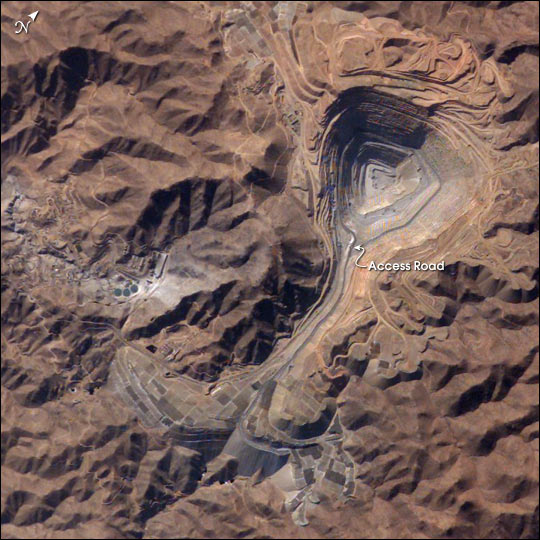
Vista de satélite de la mina Toquepala

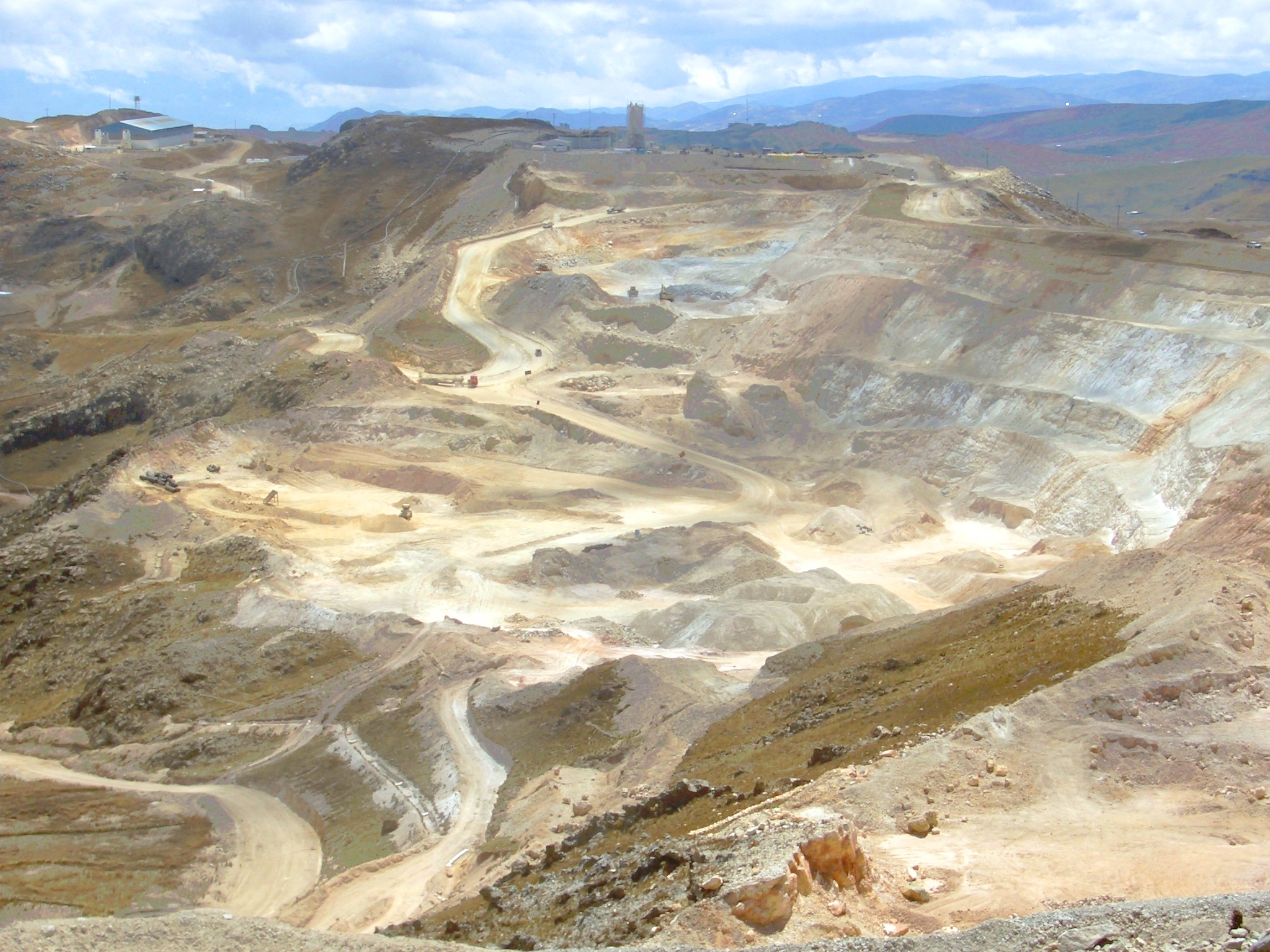
La cuenca minera aurífera Yanacocha

El sector minero en el Perú es uno de los pilares de la economía peruana y exportaciones. La minería aporta un 20% de los ingresos fiscales, contribuye alrededor del 15% Producto interno bruto PBI nacional y el 60% de las exportaciones. La mayoría de las minas en el Perú se concentra en los Andes. Los principales productos mineros del Perú son la plata, el cobre, el zinc, el estaño, el bismuto y el telurio.
A lo largo de la historia, la minería ha sido uno de los principales motores de la economía, y uno de los argumentos más poderosos de la riqueza del Perú. De acuerdo con el Ministerio de Energía y Minas (MINEM), a nivel mundial y latinoamericano, el Perú se ubica entre los primeros productores de oro y plata que, según la Sociedad Nacional de Minería, Petróleo y Energía, posee una parte de las reservas mundiales. Además produce cobre, plomo, zinc, hierro, estaño, molibdeno, entre otros, que tienen gran demanda en el mercado internacional. A nivel macroeconómico, esto representa una cifra significativa en las exportaciones, tributos y en la generación de empleo en el Perú.
La minería durante la época republicana fue iniciada por compañías extranjeras desde los inicios del siglo XX durante la república aristocrática, pero en la década de 1970 durante el gobierno revolucionario de la fuerza armada las compañías pasaron a manos del estado, sin embargo tras la crisis de la deuda latinoamericana en la década de 1980 muchas compañías quebraron y algunas se convirtieron en fuentes inflacionarias, ante esto en la década de 1990 durante el gobierno de Alberto Fujimori los centros mineros fueron privatizados casi en su totalidad. Su sistema económico neoliberal revirtió el concepto estatista a la economía liberal de los años 1950.
Un estudio de 2007 para el Instituto Peruano de Economía, indica que por cada 1 000 millones de dólares de exportaciones extras del sector, se agregan 1 470 millones dólares al PBI nacional. Además, el Ministerio de Energía y Minas (Minem) considera a este país en el primer puesto en reservas auríferas de oro de América Latina y se constituye como el quinto a nivel mundial.
El desarrollo de la minería ha generado preocupaciones ambientales (como la contaminación), lo que ha motivado protestas en las zonas rurales. A fecha de 2012, se habían identificado más de 4300 pasivos ambientales que presentaban un elevado riesgo. En respuesta a esta situación, se promulgaron normativas en 2004 para regular los regular los pasivos ambientales y estipular el cierre de las zonas mineras que no gestionen sus residuos adecuadamente.

## Comercio minero
En abril de 2015, el 53.86% de las exportaciones del Perú son productos mineros. Los principales destinos de las exportaciones mineras son China (14.9%), Estados Unidos (11.6%), Suiza (18.5%), Japón (8.7%), Canadá (8.5%).

## Impuestos
Desde 2004 se promulga la ley 28258 en que se establece la regalía minera, en medio de rechazos por la Sociedad Nacional de Minería, Petróleo y Energía. Para 2023, los departamentos que se destinan el «canon minero» son Tacna (61 millones) y Arequipa (28 millones). En 2023 se estableció la «deducción de gastos» designada por la industria minera para efectos tributarios.

## Ranking
|           | Puesto mundial | Puesto hispanoamericano |
| Estaño    | 2              | 1                       |
| Zinc      | 2              | 1                       |
| Plata     | 2              | 2                       |
| Cobre     | 2              | 2                       |
| Plomo     | 3              | 1                       |
| Teluro    | 3              | 1                       |
| Bismuto   | 3              | 1                       |
| Molibdeno | 3              | 2                       |
| Oro       | 6              | 1                       |
| Indio     | 8              | 1                       |
| Selenio   | 10             | 1                       |
| Hierro    | 12             | 3                       |

## Minas del Perú
| Minas             | Empresa Minera | Ubicación   | Mineral          |
| ----------------- | --- | ----------- | ---------------- |
| Cuajone           | Southern Copper Corporation                                                                                             | Moquegua    | Cobre            |
| Toquepala         | Southern Copper Corporation                                                                                             | Tacna       | Cobre            |
| Tía María         | Southern Copper Corporation                                                                                             | Arequipa    | Cobre            |
| Cerro Verde       | Sociedad Minera Cerro Verde                                                                                             | Arequipa    | Cobre            |
| Mina de Yanacocha | Compañía de Minas Buenaventura                                                                                          | Cajamarca   | oro y plata      |
| Minas Conga       | Newmont Mining Corporation, Compañía de Minas Buenaventura                                                              | Cajamarca   | Cobre y Oro      |
| Pataz             | Compañía Minera Poderosa                                                                                                | La Libertad | Oro              |
| Mina Justa        | Minsur | Ica         | Cobre            |
| Pucamarca         | Minsur | Tacna       | Oro              |
| Mina San Rafael   | Minsur | Puno        | Estaño           |
| Las Bambas        | Minerals and Metals Group MMG, Guoxin International Investment Corporation y Citic Metal Co                             | Apurímac    | Cobre, Molibdeno |
| Pampa de Pongo    | Jinzhao Minería Peru S.A. es la filial peruana de Zibo Hongda Mining Co. Ltd. que es una filial de Nanjinzhao Group Co. | Arequipa    | Hierro           |
| Quellaveco        | Anglo American | Moquegua    | Cobre            |
| Galeno            | China Minmetals Non-Ferrous Metals y Jiangxi Copper                                                                     | Cajamarca   | Cobre            |
| Toromocho         | Chinalco | Junín       | Cobre            |
| Los Calatos       | | Moquegua    | Cobre            |
| Cañariaco         | | Lambayeque  | Cobre            |
| Antapaccay        | Glencore Perú | Cusco       | Cobre y Oro      |
| Río Blanco        | | Piura       | Cobre            |
| Antamina          | BHP Billiton (33.75%), Glencore (33.75%) Teck (22.5%) y Mitsubishi Corporation (10%)                                    | Áncash      | Cobre y zinc     |
| Marcona           | Shougang Hierro Perú S.A.A.                                                                                             | Ica         | Hierro           |
| La Granja         | | Cajamarca   | Cobre            |
| Constancia        | | Cusco       | Cobre            |
| Michiquillay      | | Cajamarca   | Cobre            |
| Chucapaca         | Compañía de Minas Buenaventura                                                                                          | Moquegua    | Oro              |
| Cajamarquilla     | Nexa Resources Atacocha                                                                                                 | Lima        | Diamante         |
| Quechua           | | Cusco       | Cobre            |
| Corani            | | Puno        | Plata            |
| Lagunas Norte     | Barrick Gold Corporation                                                                                                | La Libertad | Oro              |
| Chaquicocha       | | Cajamarca   | Oro              |